# Христо Симеонов (политик)
Христо Симеонов Симеонов е български политик от „Продължаваме промяната“. Народен представител в XLVII народно събрание.

## Биография
Христо Симеонов е роден на 23 декември 1963 г. в град Бургас, Народна република България. Завършва средното си образование в тогавашното Морско училище, сега ПГМКР „Свети Никола“. Висшето си образование получава в Московския държавен университет през 1990 г. със специалност „Философия“. Има специализация в университет в Ротердам по специалността „Публично управление“ и второ висше образование по финанси и икономика във ВТУ „Св. св. Кирил и Методий“.
На парламентарните избори през ноември 2021 г. като кандидат за народен представител е 2-и в листата на „Продължаваме промяната“ за 2 МИР Бургас, откъдето е избран.
"Що е логика, бе?"